# Matthew McLean
Matthew „Matt“ McLean (* 13. Mai 1988 in Cleveland, Ohio) ist ein ehemaliger Schwimmer aus den Vereinigten Staaten. Er erhielt 2012 eine olympische Goldmedaille und bei Weltmeisterschaften eine Goldmedaille auf der 50-Meter-Bahn und zwei Goldmedaillen auf der 25-Meter-Bahn.

## Sportliche Karriere
Matthew McLean studierte an der University of Virginia und schwamm für deren Sportteam, die Cavaliers. Bei der Universiade 2011 in Shenzhen siegte er über 200 meter Freistil und mit der 4-mal-200-Meter-Freistilstaffel.
Ein Jahr später bei den Olympischen Spielen 2012 in London traten Charlie Houchin, Matthew McLean, Davis Tarwater und Conor Dwyer im Vorlauf der 4-mal-200-Meter-Staffel an und schwammen die schnellste Zeit. Im Finale waren Ryan Lochte, Conor Dwyer, Ricky Berens und Michael Phelps sieben Sekunden schneller als die Vorlaufstaffel und erschwammen die Goldmedaille mit drei Sekunden Vorsprung vor den Franzosen. Alle sieben beteiligten Schwimmer aus den Vereinigten Staaten erhielten eine Goldmedaille.
Ende 2012 bei den Kurzbahnweltmeisterschaften 2012 in Istanbul schwamm die 4-mal-200-Meter-Freistilstaffel im Vorlauf mit Garrett Weber-Gale, Michael Klueh, Matthew McLean und Michael Weiss die viertschnellste Zeit. Im Endlauf waren Ryan Lochte, Conor Dwyer, Michael Klüh und Matthew McLean über zehn Sekunden schneller als die Vorlaufstaffel und siegten vor den Australiern und den Deutschen.
Bei den Weltmeisterschaften 2013 in Barcelona schied McLean über 400 Meter Freistil als 13. der Vorläufe aus. Die 4-mal-200-Meter-Freistilstaffel mit Matthew McLean, Michael Klueh, Charlie Houchin und Ricky Berens schwamm die schnellste Vorlaufzeit. Im Finale waren Conor Dwyer, Ryan Lochte, Charlie Houchin und Ricky Behrens sechs Sekunden schneller und gewannen den Titel vor Russen und Chinesen.
2014 gewannen Matthew McLean, Ryan Lochte, Michael Phelps und Conor Dwyer die 4-mal-200-Meter-Freistilstaffel bei den Pan Pacific Swimming Championships in Gold Coast mit 0,13 Sekunden Vorsprung vor dem japanischen Quartett. Ende 2014 bei den Kurzbahnweltmeisterschaften in Doha schwammen im Staffelvorlauf Matthew McLean, Michael Klueh, Michael Weiss und Darian Townsend. Im Finale siegten Conor Dwyer, Ryan Lochte, Matthew McLean und Scott Tyler Clary knapp vor Italienern und Russen.